# Desnié
Ne doit pas être confondu avec Deigné.
Desnié  est un village de la commune belge de Theux située en Région wallonne dans la province de Liège.
Avant la fusion des communes de 1977, le village faisait partie de la commune de La Reid.

## Situation
Cette petite localité ardennaise se situe sur le versant occidental de l'Eau Rouge en amont de Winamplanche. Elle est traversée par la route nationale 606 menant à Stoumont et se situe à 10 km de Theux et à 6 km de Spa.

## Description
Le village est initialement formé de deux hameaux : Basse-Desnié et Haute-Desnié. Aujourd'hui, ces deux hameaux ne forment plus qu'une seule unité d'habitation du fait de la construction de nombreuses maisons récentes de type pavillonnaire. L'habitat plus ancien se compose principalement de fermettes bâties en moellons de grès.

## Patrimoine
La chapelle Notre-Dame des Pauvres et Saint-Lambert appelée également l’oratoire de Haute-Desnié a été construite juste après la Seconde Guerre mondiale (1946) à la suite du vœu du curé Gurné d'ériger une chapelle si le village était épargné par les troupes de Joachim Peiper lors de la bataille des Ardennes. La chapelle se trouve à l'extrémité d’un bâtiment tout en longueur comprenant le presbytère, une fermette et l’ancienne école. 
L’Îlot des Arbres de Basse-Desnié appelé aussi le site du calvaire fait partie de la liste du patrimoine immobilier classé de Theux depuis 1989. Il est constitué de deux tilleuls et de deux hêtres entourant une croix avec un christ en bois et une stèle commémorant les morts de la Première Guerre mondiale.

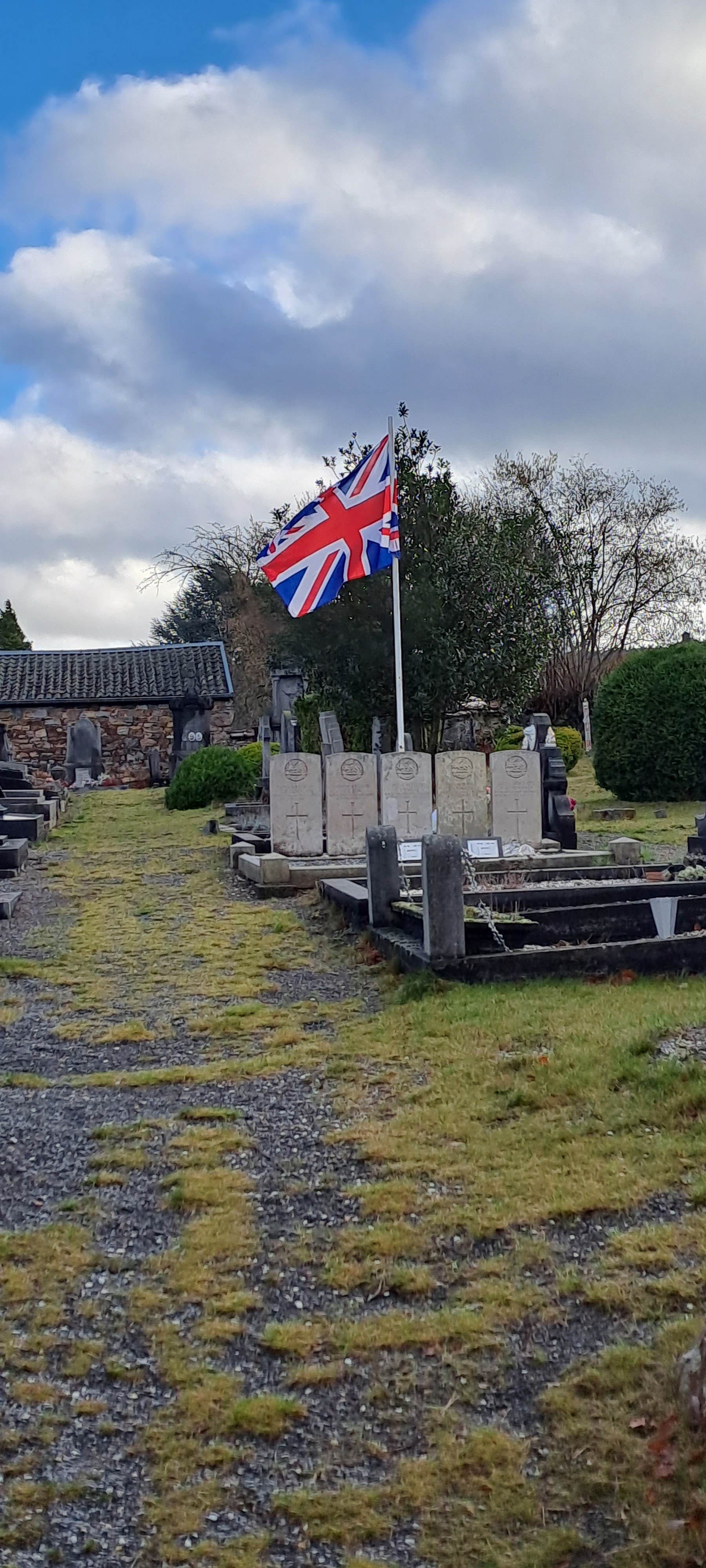
Les cinq tombes des soldats anglais enterrés dans l'ancien cimetière de Desnié

Dans l'ancien cimetière de Desnié se trouvent cinq tombes qui commémorent la mort des cinq soldats anglais, décédés à la suite d'une intoxication au CO à Fagne Marron en décembre 1918 après l’Armistice. Ces soldats n'avaient pas été mis au courant de la fin de la guerre. Le cimetière comprend également le pavillon Trasenster, construit en 1915. Il s'agit d'une reproduction du Pavillon de la Reine Jeanne construit aux Baux de Provence au XVe siècle et surnommé le « Temple de l’Amour ».

## Habitants
C'est à Desnié que réside actuellement l'acteur et instituteur belge Jean-Pierre Talbot ayant incarné le rôle de Tintin dans les deux films Tintin et le Mystère de La Toison d'or (1961) et Tintin et les Oranges bleues (1964).